# Renny van Ommen-de Vries
Rinsje 'Renny' van Ommen-de Vries (Heeg, 30 augustus 1901 - Amsterdam, 23 december 1993) was een Nederlands verzetsstrijdster. Zij was in Amsterdam betrokken bij de Landelijke Organisatie voor Hulp aan Onderduikers (LO). In april 1944 werd zij gearresteerd en ze kwam via de kampen in Vught en Ravensbrück in oktober 1944 aan in een buitenkamp van Dachau in München-Giesing. Daar was zij tot het eind van de oorlog onderdeel van het zogenaamde Agfacommando.

## Biografie
Renny de Vries werd geboren in het Friese dorp Heeg (gemeente Wymbritseradeel). Haar familie had in Lemmer een mast- en blokmakerij waarvan haar vader begin 20e eeuw directeur-bedrijfsleider was. In 1928 verhuisde het gezin de Vries naar Amsterdam, waar het bedrijf een filiaal had. Zij trouwde in 1933 met Dick van Ommen, kassier bij de Amsterdamsche Bank. Zij kregen drie kinderen en woonden in de Amsterdamse Rivierenbuurt.

## Tweede Wereldoorlog
Van Ommen was belijdend lid van de Gereformeerde kerk en voelde zich na de Duitse bezetting van Nederland moreel verplicht om onderduikers te helpen. Zij werkte daarbij samen met Henk Dienske, de zoon van haar overburen en de provinciaal leider van de LO in Noord-Holland. Haar woning was een centrale plaats in het verzet: er werd vergaderd en vanuit het huis werden bonkaarten voor onderduikers verspreid.
Op 4 april 1944 deed de Gestapo een inval in het huis van de ouders van Henk Dienske, en arresteerde daarbij ook Van Ommens man Dick. Hij was maar deels op de hoogte van de omvang van haar verzetswerk. Op 25 april gaf Renny van Ommen zichzelf aan, waarop haar man werd vrijgelaten. Zij werd aanvankelijk vastgehouden in de gevangenis aan de Amstelveenseweg. Van daar werd ze op 19 mei 1944 overgeplaatst naar het Kamp Vught. p.38 Zij was daar ingedeeld bij het zogenaamde Michelincommando, dat in een buitenkamp gasmakers produceerde. p.82,103
Op 6 september 1944 werd Van Ommen per trein overgebracht naar concentratiekamp Ravensbrück in Noord-Duitsland. Op 8 september kwam ze daar aan. Half oktober 1944 werd Van Ommen met 250 andere vrouwen overgeplaatst naar een buitenkamp van Dachau in München-Giesing. Zij werden daar tewerkgesteld in de fabriek van Agfa Kamerawerke, als onderdeel van het zogenaamde Agfacommando. Van Ommen was hier enige tijd 'blokoudste' en onder andere verantwoordelijk voor het verdelen van het eten. p.143,154,225,346

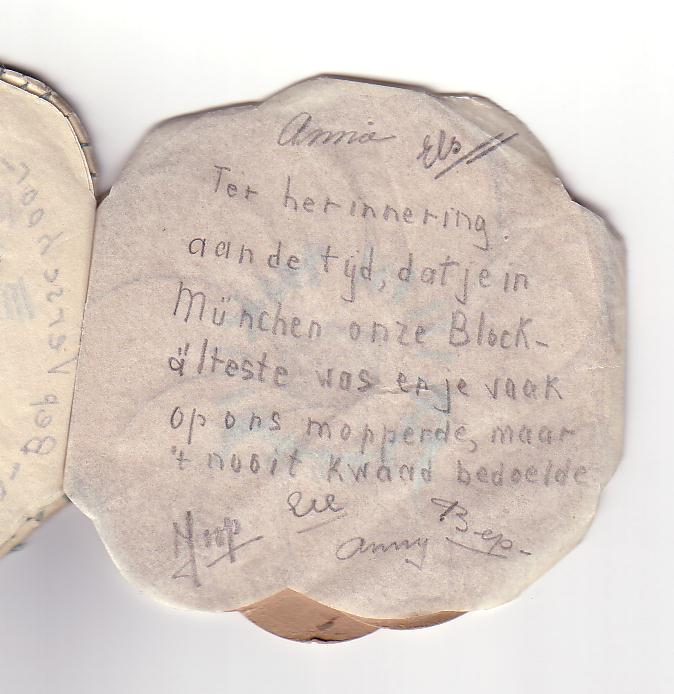
Souvenir van het Agfacommando met een verwijzing naar Van Ommens rol als blokoudste

De diepgelovige Van Ommen zette zich in Vught, Ravensbrück en Dachau in voor zielzorg en godsdienstvieringen. Ze gaf Bijbellezingen, zong met andere gevangenen psalmen en ging voor in geïmproviseerde diensten. p.261

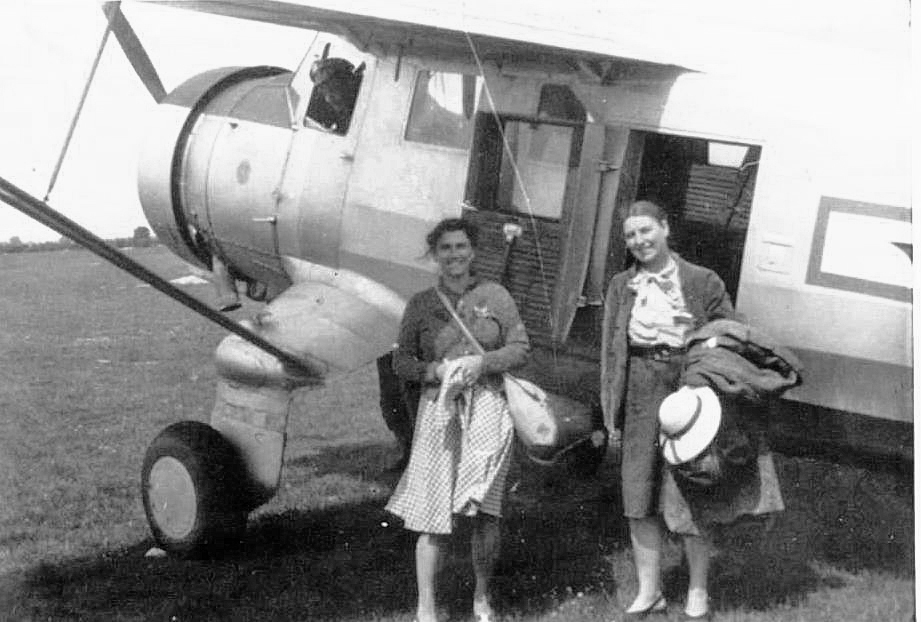
Vertrek naar Nederland

## Bevrijding
Om de Amerikanen voor te blijven, werden de gevangenen op 27 april geëvacueerd. Ruim vijfhonderd vrouwen vertrokken op een dodenmars naar het zuiden. In Wolfratshausen werden zij op 29 april door de Amerikanen bevrijd.
Na de bevrijding werkte Van Ommen in Grünwald een paar weken als kokkin voor een groep Amerikaanse militairen en oorlogscorrespondenten. Op 22 mei 1945 kon ze met een Amerikaans vliegtuig terugkeren naar Nederland. p345-347
Zij overleed in 1993 op 92-jarige leeftijd in haar woonplaats Amsterdam.

## Wetenswaardigheden
Jack van Ommen schreef een biografie over zijn moeder Renny van Ommen-de Vries, getiteld  De mastmakersdochters.